# راندال ريد
راندال ريد (بالإنجليزية: Randall Reid)‏ هو صحفي أمريكي، ولد في 1931 في باسو روبليس في الولايات المتحدة، وتوفي في 1992.